# La narrativa de Roberto Ampuero en la globalización cultural
La narrativa de Roberto Ampuero en la globalización cultural es un libro de crítica literaria publicado por la editorial Mare Nostrum en 2006 escrito por Gioconda Marún, doctora por la Universidad Nacional de Buenos Aires, catedrática de la Fordham University, de Nueva York desde 1983.
Analiza la obra de Roberto Ampuero, desde su primera novela, ¿Quién mató a Cristián Kusterman? en 1993 hasta la novela Halcones de la noche de 2004.

## Estructura
El análisis se aproxima a la obra de Ampuero desde el punto de vista de la posmodernidad y la globalización, dividiendo las obras en cuatro:
I.- La novela policial, la que incluye las obras de Ampuero sobre su detective Cayetano Brulé: ¿Quién mató a Cristián Kustermann?, * Boleros en La Habana, El alemán de Atacama, Cita en el Azul Profundo y Halcones de la noche.
II.- Juego de narradores: Los amantes de Estocolmo, novela del tipo llamada metaficción.
III.- La novela testimonial:Nuestros años verde olivo, La guerra de los duraznos. Ambos libros narran de forma ficticia realidades, la vida de Ampuero en Cuba y su escape, y un grupo de niños que encuentran el cuerpo de alguien que parece escapar de la policía durante la época de Pinochet.
IV.- La cuentística: El hombre golondrina. Recopilación de cuentos.
- Datos: Q5967511